# Štrbačko-tó
A Štrbačko-tó természetes tó Koszovóban, a Šar-hegységben, a Ljuboten hegycsúcs közelében. A tó 0,01 négyzetkilométernyi felületű. A tó 228 méter hosszú és 7,3 méter mély. Az idelátogató turisták és hegymászók körében igen népszerű turisztikai célpont. A Tumba-csúcs és a Maja Livadh a közelben található. 

## Fordítás
Ez a szócikk részben vagy egészben  a(z)   Štrbačko Lake című angol Wikipédia-szócikk ezen változatának fordításán alapul.  Az eredeti cikk szerkesztőit annak laptörténete sorolja fel. Ez a jelzés csupán a megfogalmazás eredetét és a szerzői jogokat jelzi, nem szolgál a cikkben szereplő információk forrásmegjelöléseként.